# لور بدوخ
لور بدوخ (بالفرنسية: Laure Beddoukh)، (مواليد وهران، 15 أكتوبر 1887)، (توفيت في الأول من يناير 1971 بباريس) هي معلمة ونسوية فرنسية؛ ناضلت من أجل حصول المرأة الفرنسية على المساواة الاجتماعية.

## السيرة

### الطفولة
ولدت لور بدوخ في وهران لأب يهودي من الجزائر، اسمه إسحاق بدوخ. بعد ميلاد لور بفترة وجيزة، ترك إسحاق بدوخ زوجته، ثم سافر ومعه لور لتعيش مع عمتها في مارسيليا.

### الحياة الخاصة
في 1918، تزوجت من الملازم أدولف جوليان. في العام التالي أنجبت ابنتهما. في 1931، رفضت لور مرافقة زوجها الذي تم استدعاؤه إلى الهند الصينية الفرنسية.

### مهنة التدريس
في 1905، أسست لور بدوخ مدرسة تجارية لتدريب الفتيات الصغيرات على مهن السكرتارية والمحاسبة. في أكتوبر 1940، خسرت لور وظيفتها؛ بسبب القانون الجديد المتعلق باليهود؛ ثم أصبحت معاونة اجتماعية.

### إلتزام
في 1924 أصبحت الأمينة العامة للاتحاد النسوي للجنوب. دعت لور بدوخ إلى تحرر المرأة سياسيا؛ عبر منح المرأة حقها في التصويت وفي التوظيف. ناضلت لور بدوخ من أجل المساواة في الحقوق والأجور وحرية انضمام المرأة إلى النقابات.

## روابط خارجية
- لور بدوخ على موقع المحدد المعياري الدولي للأسماء